# Dawsonia pullei
Dawsonia pullei är en bladmossart som beskrevs av Fleischer och Hermann Johann O. Reimers 1929. Dawsonia pullei ingår i släktet Dawsonia och familjen Polytrichaceae. Inga underarter finns listade i Catalogue of Life.